# Li Kwoh-ting
Li Kwoh-ting (chiń. upr. 李国鼎; chiń. trad. 李國鼎; pinyin Lǐ Guódǐng; ur. 28 stycznia 1910 w Nankinie, zm. 31 maja 2001 w Tajpej) – tajwański polityk i ekonomista.
Po ukończeniu studiów inżynierskich w Nankinie wyjechał do Wielkiej Brytanii, gdzie w 1934 roku ukończył studia na wydziale fizyki na Cambridge University. W 1949 roku ewakuował się wraz z rządem Kuomintangu na Tajwan. Pełnił urząd ministra gospodarki (1965-1969) i ministra finansów (1969-1976). Następnie w latach 1976-1988 był ministrem bez teki. Uważany za ojca tajwańskiego cudu gospodarczego, wspierał rozwój przemysłu elektronicznego. Do jego zasług należy m.in. utworzenie w 1979 roku parku przemysłowego w Xinzhu. W 1968 roku otrzymał Nagrodę Ramona Magsaysaya. Pod koniec życia był doradcą prezydentów Lee Teng-huia i Chen Shui-biana.
W domu Li w Tajpej mieści się obecnie muzeum. Jego imieniem została nazwana planetoida (239611) Likwohting.